# Сленц, Томас
Томас Сленц (нем. Thomas Slentz) (другие варианты — нем. Slenitz, нем. Slins,нем.  Schlinitz и нем. Schlentz), также известен как юнкер Сленц (р. XV век — ум. 17 февраля 1500 г. недалеко от Хеммингштедта) — предводитель германских ландскнехтов XV века.

## Биография
Предположительно был родом из Кёльна, но точную генеалогию провести невозможно. Происхождение фамилии скорее указывает на восток Германии (Шлайниц возле Майсена).
В 1495 году упоминается как полковник отряда ландскнехтов Чёрная стража. Его брат Юрген Сленц служил там в качестве наёмника, капеллан Томас Шлиниц, возможно, также был его родственником.
С 1497 года отряд пребывал на службе у датского короля Иоганна, отметился в борьбе с шведским регентом Стеном Стуре-старшим.
В 1500 году Чёрная гвардия сражалась против крестьянской республики Дитмаршен. 11 февраля армия перешла границу, жители бежали из Геста в марши, и наёмники смогли без сильного сопротивления взять Виндберген 12 февраля и Мельдорф 13 февраля.
В Мельдорфе Сленц, должно быть, высказался против дальнейшего продвижения вперед в плохую погоду из-за начала оттепели. Спор по этому поводу между ним и королем увековечен в народной песне.
17 февраля войско попало в засаду и в битве при Хеммингштедте было полностью уничтожено. Сленц погиб при попытке штурмовать защитные укрепления. В источниках нет единого мнения, как именно погиб лидер наёмников и от чьей руки.
Предупреждение от Сленца, что отмечаемый 17 февраля день поминовения усопших является плохим предзнаменованием, скорее всего, является придумкой будущих поколений. К этому относится и легенда о том, что матери вожака наёмников предсказали гибель сына перед стеной, построенной за одну ночь. Хотя в более поздних народных песнях Дитмаршена о Чёрной страже всегда говорится с ужасом и отвращением, Сленц сохраняет в этих песнях доброе имя (в песне e könig wol to dem hertogen sprak… описаны его роскошные доспехи, переливающиеся красным и золотыми цветами).

## Лиетратура
- Johann Adolfi, genannt Neocorus: Chronik des Landes Dithmarschen. Aus der Urschrift herausgegeben von Prof. Friedrich Christoph Dahlmann, 2 Bde., Kiel 1827.
- Johann Adrian Bolten: Ditmarsische Geschichte, 4 Bde., Flensburg und Leipzig 1781-88.
- Petrus Sax: Dithmarsia, das ist Ein nöthiger Vorbericht und Historische Erzählung des Zustandes im Lande Dithmarschen aus Lateinischen, teutschen und inländischen Scriptoribus zusammengezogen von Petro Sax zu Oldenbüttel in Eiderstedt, 1640.
- Walther Lammers: Die Schlacht bei Hemmingstedt, Neumünster 1953.
- Rochus von Liliencron: Die historischen Volkslieder der Deutschen, Bd. 2, S. 432—456.
- Anton Vieth: Beschreibung und Geschichte des Landes Dithmarschen oder Geographische, Politische und Historische Nachricht vom bemeldten Lande, Hamburg 1733.
- Allgemeine Deutsche Biographie (ADB). — Leipzig: Duncker & Humblot, 1875—1912. (нем.)